# Перепис населення США (1890)
Одинадцятий Перепис Сполучених Штатів був початий 2 червня 1890 року. Він визначив, що постійне населення Сполучених Штатів складає 62 979 766, що більше на 25,5 % порівняно з 50 189 209 осіб, перелічених у ході перепису 1880 року. Дані вперше оброблялися за допомогою табулятора. Дані повідомляють, що розподіл населення призвів до зникнення американського кордону. Більшість матеріалів перепису населення 1890 р. були знищені під час пожежі 1921 р., а фрагменти графіку перепису населення США існують лише для штатів Алабама, Джорджія, Іллінойс, Міннесота, Нью-Джерсі, Нью-Йорк, Північна Кароліна, Огайо, Південна Дакота та Техас, і округ Колумбія.
Це був перший перепис населення, у якому більшість штатів зафіксували населення понад мільйон, а також перший, в якому кілька міст — Нью-Йорк станом на 1880 рік, Чикаго та Філадельфія — зафіксували понад мільйон населення. У ході перепису населення також було піднято Чикаго до другого найбільш населеного міста в країні, посаду, яку він обіймав до тих пір, поки Лос-Анджелес (тодішнє 57-ме) не витіснив його в 1990 році.

## Питання
Перепис 1890 року зібрав таку інформацію:
- адреса
- кількість сімей в будинку
- кількість осіб в будинку
- імена
- чи солдат, матрос чи морський піхотинник (союз чи конфедерація) під час громадянської війни, чи вдова
- стосунки з головою сім'ї
- раса, яка описується як білий, темношкірий, мулат, квартерон, китаєць, японець чи індус
- стать
- вік
- сімейний стан
- одружились протягом року
- мали скільки дітей, і кількість тепер живе
- місце народження людини та їх батька та матері
- якщо іноземного походження, кількість років проживання у США
- чи натуралізовані
- чи були вийняті документи з натуралізації
- професія, торгівля
- безробітних місяців протягом року перепису
- вміння читати і писати
- вміння розмовляти англійською мовою та, якщо не в змозі, розмовляти мовою чи діалектом
- страждають гострими чи хронічними захворюваннями, із зазначенням хвороби та тривалості хвороби
- незалежно від того, чи є дефект розуму, зору, слуху чи мови, чи калікою чи деформацією з назвою дефекту
- був ув'язнений, засуджений, безпритульна дитина чи зловмисник
- орендований будинок або належить голові чи члену сім'ї, і якщо він належить чи не має іпотеки
- якщо фермер, будь то господарство в оренді, чи належить голові або члену сім'ї; якщо вони належать, чи не мають іпотеки; якщо здається в оренду, поштова скринька власника

## Методологія
Перепис 1890 р. вперше був проведений методами, винайденими Германом Голлерітом, під керівництвом якого були керівники Роберт П. Портер (1889—1893) та Керролл Д. Райт (1893—1897). Дані були введені на машиночитному носії, перфокартах та табуляторах. Чистий ефект від багатьох змін від перепису населення 1880 року: більша кількість населення, кількість даних, які слід збирати, кількість Бюро переписів, кількість запланованих публікацій та використання електромеханічних таблиць Голлеріта мали зменшити час, необхідний для обробки перепису від восьми років для перепису 1880 року до шести років для перепису 1890 року. Загальна чисельність населення 62 947 714 членів сім'ї, або груба кількість, була оголошена лише через шість тижнів обробки (перфокарти не використовувались для цієї таблиці). Реакція громадськості на цей підрахунок була невірою, оскільки поширена думка, що «правильна відповідь» принаймні 75 000 000.

## Важливі результати

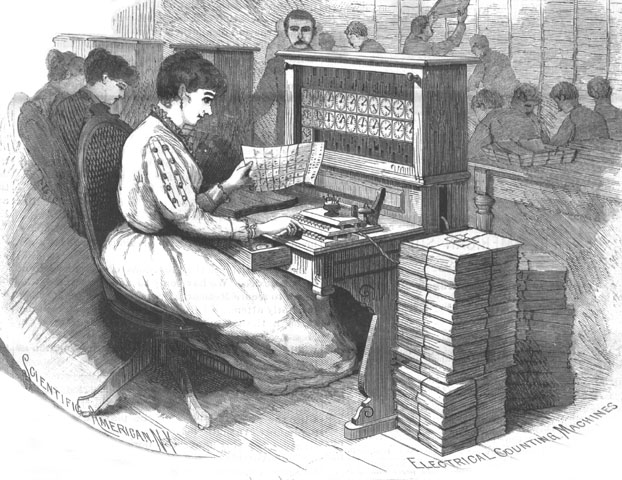
Рахункова машина, використана під час перепису

Перепис США 1890 року показав, що в США проживає 248 253 корінні американці, що зменшилося від 400 764 корінних американців, визначених за переписом 1850 року.
Перепис 1890 р. оголосив, що прикордонний регіон США більше не існує і що Бюро перепису населення більше не відстежує міграцію населення США на захід. До перепису населення 1880 року країна мала кордон поселення. До 1890 р. окремі тіла поселення прорвалися в невлаштовану територію настільки, наскільки навряд чи існувала прикордонна лінія. Це спонукало Фредеріка Джексона Тернера до розробки своєї прикордонної дисертації.

## Наявність даних
Оригінальні дані для перепису 1890 р. більше не доступні. Майже всі графіки населення були пошкоджені в результаті пожежі в підвалі будівлі комерції у Вашингтоні, 1921 р. Близько 25 % матеріалів було припущено знищеними, а ще 50 % — пошкодженими димом та водою (хоча реальна шкода могла бути ближче до 15–25 %). Пошкодження записів призвели до відкриття постійного Національного архіву. У грудні 1932 року, слідуючи стандартним федеральним процедурам діловодства, головний діловод Бюро перепису направив бібліотекарю Конгресу перелік паперів, які підлягають знищенню, включаючи оригінальні графіки перепису населення 1890 року. Бюро попросило бібліотекаря визначити будь-які записи, які слід зберігати для історичних цілей, але бібліотекар не прийняв записи перепису. Конгрес дозволив знищити цей перелік записів 21 лютого 1933 р., а збережені оригінальні записи переписів 1890 р. були знищені за розпорядженням уряду до 1934 або 1935 рр. Іншими переписами, про які було втрачено деякі відомості, є перерахування 1800 та 1810 років.
Мало наборів мікроданих за переписом 1890 р. збереглося, але сукупні дані для невеликих територій, разом із сумісними картографічними файлами кордонів, можна завантажити з Національної історичної географічної інформаційної системи.

## Рейтинг штатів
| Місце | Штат                            | Населення |
| ----- | ------------------------------- | --------- |
| 01    | Нью-Йорк                        | 6 003 174 |
| 02    | Шаблон:Дані країни Пенсільванія | 5 258 113 |
| 03    | Іллінойс                        | 3 826 352 |
| 04    | Огайо                           | 3 672 329 |
| 05    | Міссурі                         | 2 679 185 |
| 06    | Массачусетс                     | 2 238 947 |
| 07    | Техас                           | 2 235 527 |
| 08    | Індіана                         | 2 192 404 |
| 09    | Мічиган                         | 2 093 890 |
| 10    | Айова                           | 1 912 297 |
| 11    | Кентуккі                        | 1 858 635 |
| 12    | Джорджія                        | 1 837 353 |
| 13    | Теннессі                        | 1 767 518 |
| 14    | Вісконсин                       | 1 693 330 |
| 15    | Вірджинія                       | 1 655 980 |
| 16    | Північна Кароліна               | 1 617 949 |
| 17    | Алабама                         | 1 513 401 |
| 18    | Нью-Джерсі                      | 1 444 933 |
| 19    | Канзас                          | 1 428 108 |
| 20    | Міннесота                       | 1 310 283 |
| 21    | Міссісіпі                       | 1 289 600 |
| 22    | Каліфорнія                      | 1 213 398 |
| 23    | Південна Кароліна               | 1 151 149 |
| 24    | Арканзас                        | 1 128 211 |
| 25    | Луїзіана                        | 1 118 588 |
| 26    | Небраска                        | 1 062 656 |
| 27    | Меріленд                        | 1 042 390 |
| 28    | Західна Вірджинія               | 762 794   |
| 29    | Коннектикут                     | 746 258   |
| 30    | Мен                             | 661 086   |
| 31    | Колорадо                        | 413 249   |
| 32    | Флорида                         | 391 422   |
| 33    | Нью-Гемпшир                     | 376 530   |
| 34    | Вашингтон                       | 357 232   |
| 35    | Південна Дакота                 | 348 600   |
| 36    | Род-Айленд                      | 345 506   |
| 37    | Вермонт                         | 332 422   |
| 38    | Орегон                          | 317 704   |
| X     | Оклахома                        | 258 657   |
| X     | Округ Колумбія                  | 230 392   |
| X     | Юта                             | 210 779   |
| 39    | Північна Дакота                 | 190 983   |
| 40    | Делавер                         | 168 493   |
| X     | Нью-Мексико                     | 160 282   |
| 41    | Монтана                         | 142 924   |
| 42    | Айдахо                          | 88 548    |
| X     | Аризона                         | 88 243    |
| 43    | Вайомінг                        | 60 705    |
| 44    | Невада                          | 47 355    |
| X     | Аляска                          | 33 426    |